# آویشن اوراسیایی
آویشن اوراسیایی یا آویشن مجارستانی (نام علمی: Thymus pannonicus) نام یک گونه از سرده آویشنیان است.